# Aulon (Creuse)
Aulon – miejscowość i gmina we Francji, w regionie Nowa Akwitania, w departamencie Creuse.
Według danych na rok 1990 gminę zamieszkiwało 191 osób, a gęstość zaludnienia wynosiła 18 osób/km² (wśród 747 gmin Limousin Aulon plasuje się na 440. miejscu pod względem liczby ludności, natomiast pod względem powierzchni na miejscu 544.).